# Danil Nuširo
Arhiepiskop tokijski, mitropolit japanski Danil (東京の大主教、全日本の府主教ダニイル ) rođen kao Ikuo Nuširo (主代郁夫 Ikuo Nushiro, 5. septembar 1938 — 10. avgust 2023) bio je poglavar Japanske pravoslavne crkve. Od 2000. on je primas Japanske pravoslavne crkve.

## Biografija
Rođen je u pravoslavnoj porodici u gradu Tojohasi, u prefekturi Ajti u Japanu. Kršten je s imenom Juda u čast apostola Jude Tadeja.
Godine 1962, završio je fakultet francuske literature univerziteta Ajti. Godine 1965, završio je Tokijsku duhovnu seminariju, a 1968 — Sveto-Vladimirsku akademiju u Njujorku (SAD), gdje je dobio stepen magistra bogoslovije.
Novembra 1969, u Tokijskom saboru Vaskrsenja Hristovog, rukopoložen je u đakona, a januara 1972. godine u prezvitera. Naznačen je za nastojatelja Hrama apostola Mateja u Tojohašiju.
Dana 20. avgusta 1999, primio je monaški postrig Trojice-Sergijeve lavre. Dana 14. novembra 1999, u Bogojavljenskom katedralnom saboru je hirotonisan za episkopa kjotskog i naznačen za administratora Zapadnojapanske eparhije. Hirotoniju su izvršili patrijarh moskovski Aleksije II i 10 drugih arhijereja.
Od 14. maja 2000, mitropolit tokijski i sveg Japana je postao poglavar Japanske pravoslavne crkve.

## Internet
Nuširo je zadobio određenu popularnost na Internetu u januaru 2009, pre izbora za patrijarha moskovskog i sve Rusije. Grupa laika pokrenula je vebsajt na kome su svi korisnici mogli da glasaju za budućeg patrijarha. Kao rezultat, Danil, „jedini episkop koji nije direktno povezan sa bivšim SSSR“, zauzeo je prvo mesto, ispred Kirila. Administratori sajta zapatriarha.ru su nakon toga poništili glasove za Danila i isključili ga sa spiska kandidata objašnjavajući njegovo vođstvo „napadom hakera“. Zbog tog postupka glasači su optužili tvorce vebsajta za promociju Kirila.

## Spoljašnje veze
- Usnuo u Gospodu Mitropolit tokijski i sveg Japana Danilo (SPC, 14. avgust 2023)